# Gamut Inc
Gamut Inc ist ein Ensemble für computergesteuerte Musikmaschinen, gegründet 2011 von der Musikerin Marion Wörle und dem Komponisten Maciej Śledziecki. Das Ensemble besteht aus einer kleinen Zahl selbstspielender, eigens für Gamut Inc entwickelten akustischen Musikmaschinen, die live vom Computer gesteuert werden. Von der Anmutung her erinnern die Live-Auftritte des Ensembles an automatisch spielende Orchestrions. Der Name lehnt sich an das Tonsystem der Guidonischen Hand (Gamut) an.

## Technisches

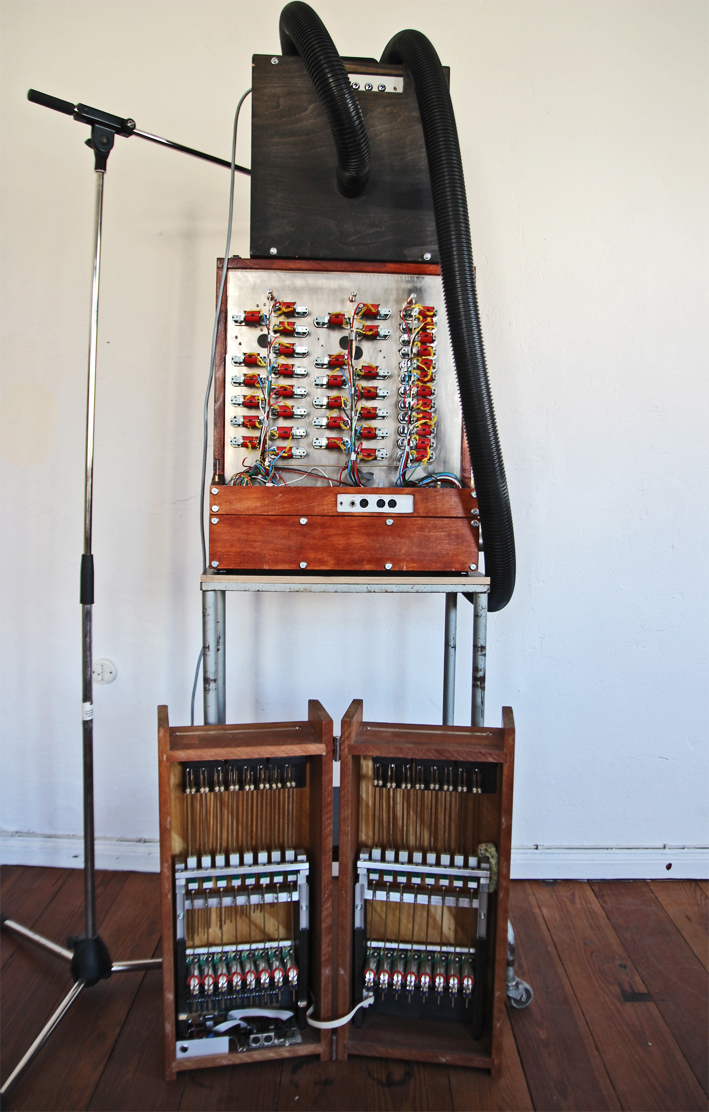
Die Physharmonika P2 und das Carillon C3 sind …

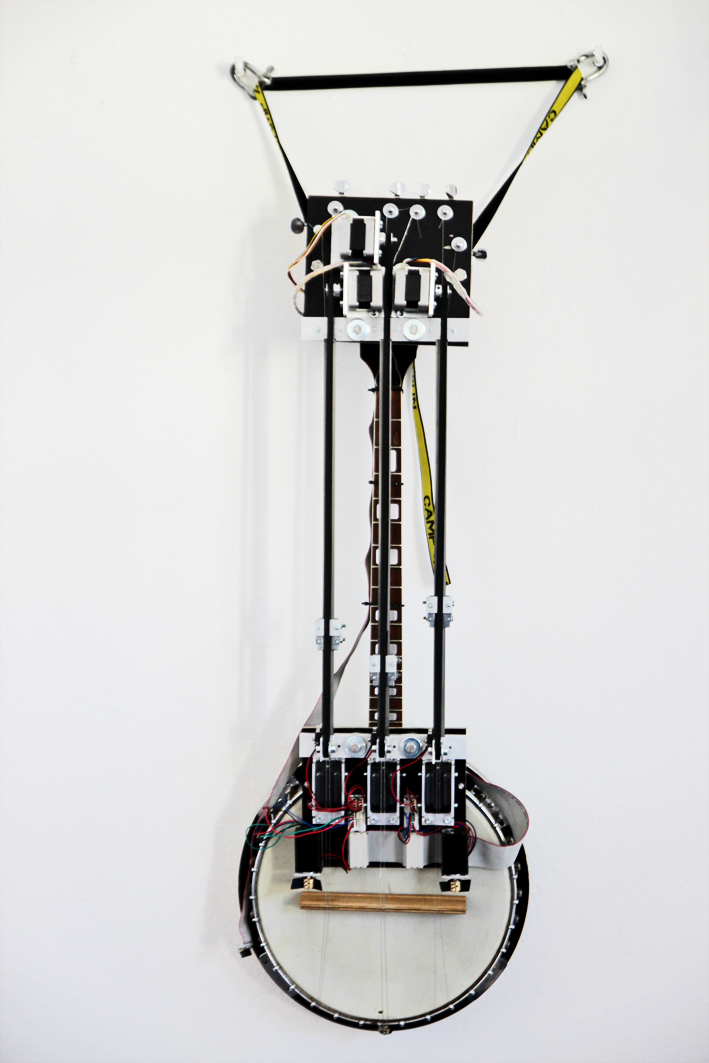
… ebenso wie das BowJo von Gamut Inc entwickelte Instrumente

Eine der Musikmaschinen ist das vom Rechner ansteuerbare 16-stimmige Glockenspiel (Carillon), eine andere erinnert an ein Akkordeon und heißt Physharmonika. Bei der Physharmonika greift der Computer nicht nur in die Tonstruktur der Maschine ein, sondern er spricht auch die Register an, wodurch Effekte erzielt werden, die an einen elektronischen Filter erinnern. Das von Elektromagneten angeregte BowJo ist ein doppelchöriges Saiteninstrument, an dessen Saiten von Schrittmotoren angetriebene Tonabnehmer entlangfahren.
Bei Live-Auftritten des Ensembles werden die Klänge meist in den Computer zurückgespeist und weiter verarbeitet (Feedback), sodass nicht mehr unterscheidbar ist, welche Sounds direkt von dem Musikmaschinen stammen und welche von Wörle und Śledziecki live manipuliert sind. So entsteht eine Vielfalt laufend wechselnder Klangflächen, mit den akustischen Maschinen im klanglichen Zentrum.
Im Januar und Februar 2022 inszenierte das Künstlerduo Gamut Inc in Zusammenarbeit mit dem RIAS Kammerchor eine musikalische Neubearbeitung des Theaterstücks Rossums Universal Robots von Schriftsteller Karel Čapek am Comedia Theater in Köln und am Theater im Delphi in Berlin, aus Anlass des 101-jährigen Jubiläums der Uraufführung des Originals. Librettist der Neufassung ist der Autor Frank Witzel.
Mit ZEROTH LAW - das nullte Gesetz schloss das Ensemble 2023 ihren Musiktheatertriptichon an der Deutschen Oper Berlin ab. Das Stück entstand erneut in Zusammenarbeit mit dem RIAS Kammerchor sowie dem Roboterorchester der Logos Foundation und setzt sich mit Isaac Asimovs Robotergesetzen anhand eines Librettos von Frank Witzel auseinander.
Marion Wörle und Maciej Sledziecki leben in Berlin. Mit Gamut Inc erhielten sie unter anderem Kompositionsaufträge für das Kölner Acht Brücken Festival und Einladungen zum New Music Festival Montreal.